# Lance-roquette multiple Type 63

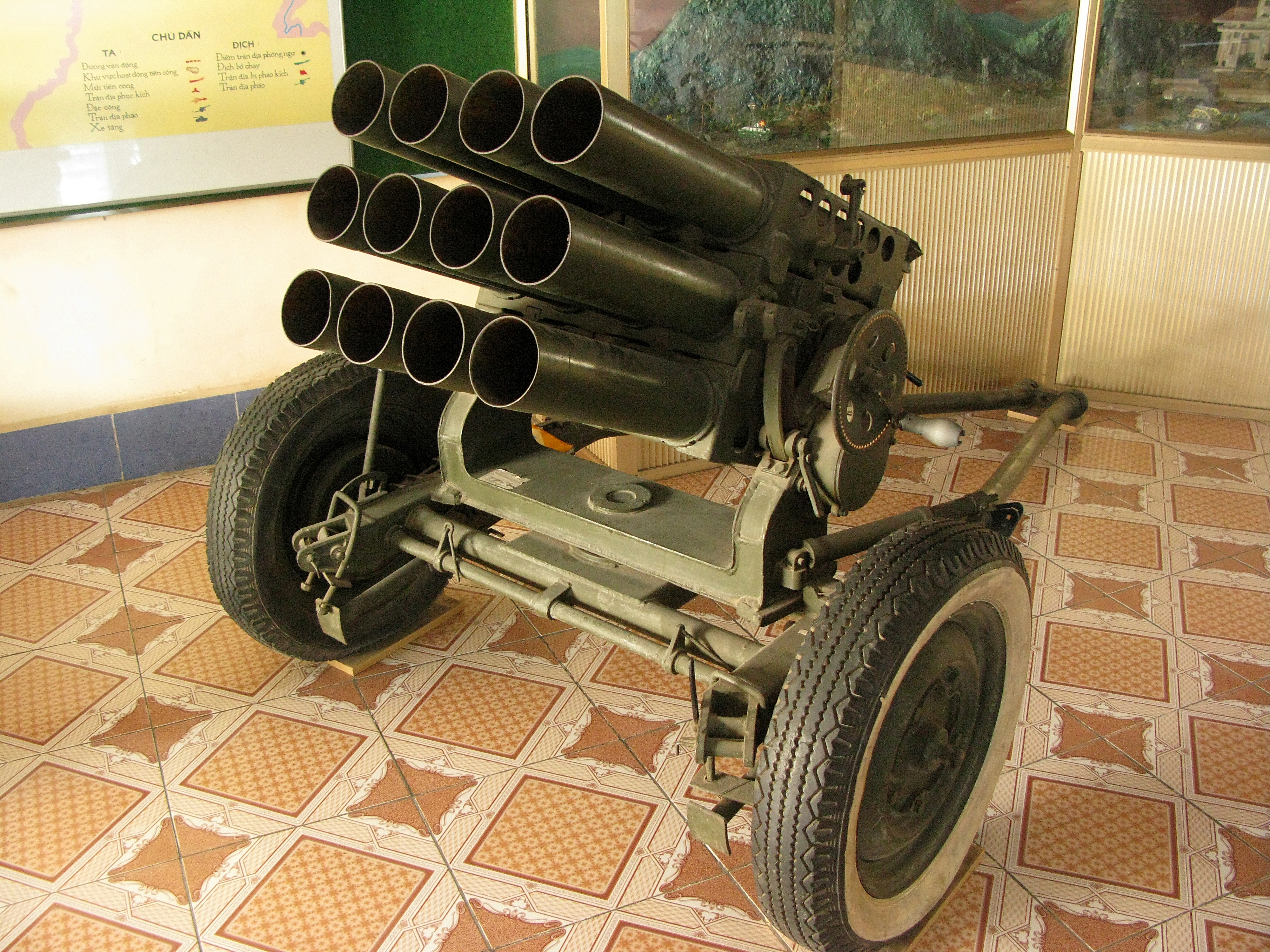
H12 (nom vietnamien du type 63) au musée de l'opération d'Ho Chi Minh de Saïgon.

Le lance-roquette multiple Type 63 est un lance-roquettes multiple mobile à 12 canons de 107 mm, créé pour l'Armée populaire de libération, en Chine au début des années 1960. Il est également utilisé par l'armée vietnamienne et diverses armées autour du monde (L'Irak en reçoit 100 entre 1984 et 1988)

## Description
Les 12 tubes sont agencées en 3 rangées détachables de 4 tubes, montées sur un chariot à essieu unique avec deux roues en caoutchouc. Le Type 63 tirait à l'origine des roquettes de 18,8 kilogrammes, dont une ogive de 1,3 kilogramme d'explosif. Par la suite, les Type 75 et Type 81 disposent de munitions améliorées. Il est possible de tirer les fusées sans les tubes de lancement, et il est possible de tirer les roquettes depuis un rail ou des tubes,. 
Les troupes sont équipées de 6 unités par régiment d'infanterie, ou 18 par division d'infanterie. Pour les troupes aéroportées et les unités de montagne, un modèle Type 63-I a été développé.
Le Type 63 et ses copies peuvent être montées sur des véhicules, comme le MT-LB, le Safir, le Mamba, le RG-32 Scout, le GAZ-66 et le M113.

## Utilisation

### Guerre du Vietnam
La première utilisation au combat du type 63 fut pendant la guerre du Vietnam. Le Nord-Vietnam reçut un nombre important de Type 63, ce système était parfaitement adapté à ce conflit car il est très léger, peut être désassemblé et transporté par l'infanterie afin de pouvoir le transporter au travers de la jungle. Les Nord-Vietnamiens et leurs alliés préféraient souvent utiliser les roquettes seules sans avoir recours au lanceur. Avec de simples planches de bois, du fil de cuivre et des pirogues en terre formant des mécanismes de lancement rudimentaires. Grâce à cela les plus petites unités d'infanterie pouvait disposer d'une artillerie de fortune en plein chœur de la jungle.

### Guerre Sino-vietnamienne
En 1979 lors de la guerre Guerre sino-vietnamienne le Type 63 fut utilisé par les deux camps.

### Moyen-orient
Le Type 63 fut par la suite utilisé dans de nombreux conflits au moyen-orient pendant la guerre froide, sa première apparition dans cette région a été pendant la guerre du Liban. 
Au début des années 80 l'OLP utilisa le Type 63 dans ses combats contre Israel.
L'Iran se procura un certain nombre de Type 63 auprès de la Corée du Nord et de la Chine pour combattre l'Irak lors de la guerre de 1980.
Les Soviétiques durent faire face à cette arme pendant leur invasion de l'Afghanistan, les Pakistanais ont transféré un nombre important d'armements aux Moudjahidin y compris des Type 63.

## Utilisateurs
- Jordanie: Bien qu'il ne soit plus utilisé par l'armée régulière, l'infanterie de montagne et certains détachements des forces spéciales s'en servent toujours.